# Hofmeyriidae
De Hofmeyriidae zijn een familie van therocephalide therapsiden. Het omvat het geslacht Ictidostoma.
De klade is gedefinieerd als alle Eutherocephalia nauwer verwant aan Ictidostoma hemburyi dan aan Theriognathus microps of Bauria cynops.